# Giovanni I di Werle
Giovanni I di Werle (1245 – 15 ottobre 1283) è stato un principe di Meclemburgo e signore di Werle-Parchim.

## Biografia

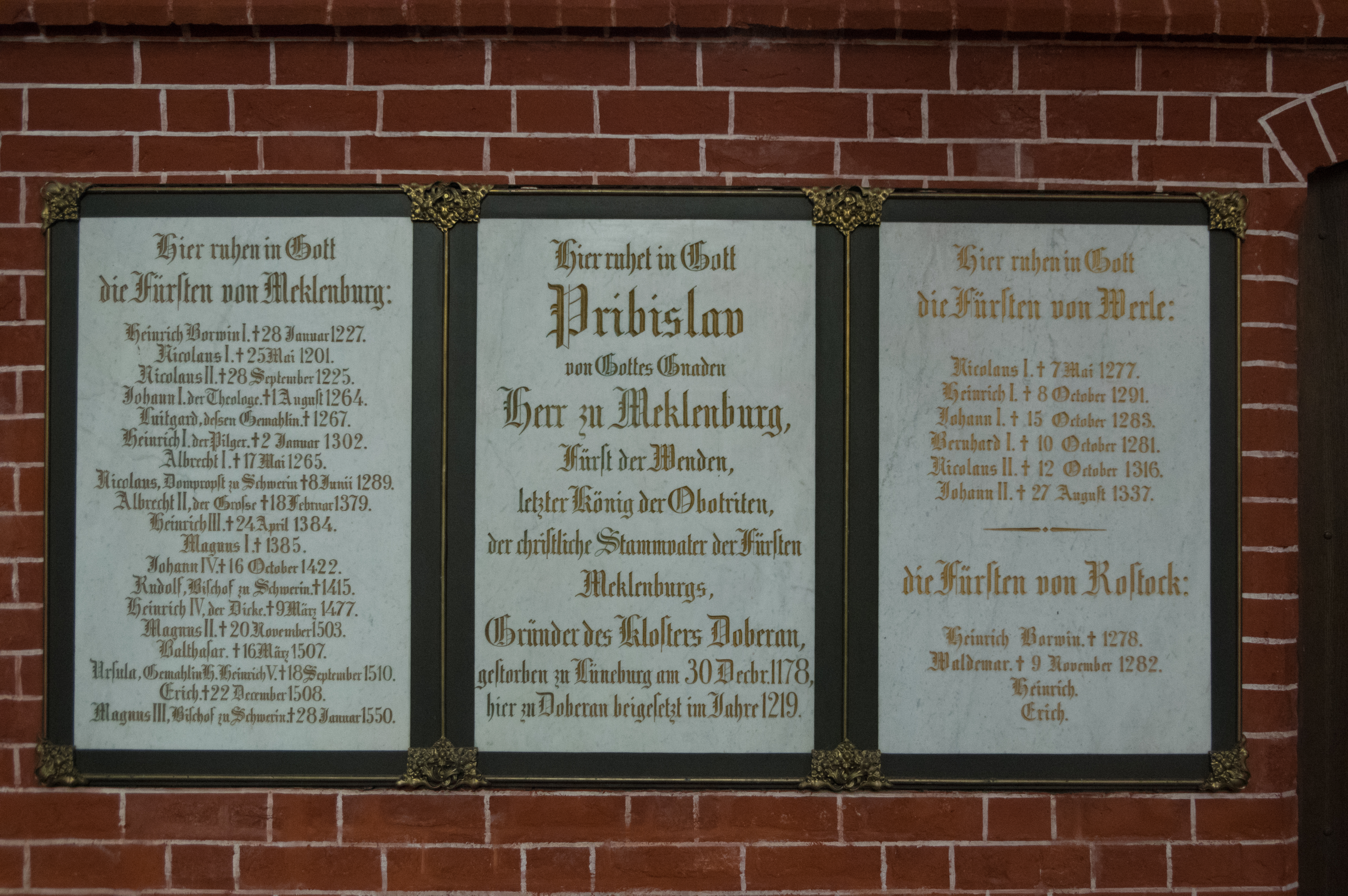
Memoriale della casata di Werle nel duomo di Doberan

Giovanni I di Werle era figlio di Nicola I di Werle.
Alla morte del padre, nel 1277, Giovanni e suo fratello Enrico I governarono insieme la signoria di Werle fino al 1281, poi suddivisero la signoria. Enrico diede luogo alla linea Werle-Güstrow e Giovanni alla linea Werle-Parchim.
Giovanni morì il 15 ottobre 1283 e fu sepolto nel duomo di Doberan.
Giovanni fu sposato Sophia, figlia del conte Gunther di Lindow-Ruppin.Da questo matrimonio nacquero diversi figli. Le cronache dell'epoca non citano le figlie femmine ma solo i sei figli maschi.
- Nicola II, Signore di Werle, 1283-1316;
- Giovanni II, Signore di Werle, 1316-1337;
- Gunter, canonico di Güstrow, morto dopo il 20 aprile 1310;
- Enrico, domenicano a Röbel, morto dopo il 17 marzo 1291;
- Bernardo, domenicano a Röbel, morto dopo il 24 agosto 1309;
- Henning di Werle, morto dopo il 30 marzo 1311.

## Ascendenza
|                                           |                                |                                                        | Genitori                           |  |  | Nonni |  |  | Bisnonni                                 |  |  | Trisnonni                           |  |
|                                           |                                |                                                        |                                    |  |  |       |  |  | Enrico Borwin I, principe di Meclemburgo |  |  | Pribislavo, granduca di Meclemburgo |  |
|                                           |                                |                                                        |                                    |  |  |       |  |  | Enrico Borwin I, principe di Meclemburgo |  |  | Pribislavo, granduca di Meclemburgo |  |
|                                           |                                | …                                                      |                                    |  |  |       |  |  | Enrico Borwin I, principe di Meclemburgo |  |  |                                     |  |
| Enrico Borwin II, principe di Meclemburgo |                                |                                                        |                                    |  |  |       |  |  | Enrico Borwin I, principe di Meclemburgo |  |  |                                     |  |
|                                           |                                | …                                                      | …                                  |  |  |       |  |  |                                          |  |  |                                     |  |
|                                           |                                | …                                                      | …                                  |  |  |       |  |  |                                          |  |  |                                     |  |
|                                           |                                | …                                                      | …                                  |  |  |       |  |  |                                          |  |  |                                     |  |
| Nicola I, signore di Werle                |                                | …                                                      |                                    |  |  |       |  |  |                                          |  |  |                                     |  |
|                                           |                                | Sverker II, re di Svezia                               | Carlo VII, re di Svezia            |  |  |       |  |  |                                          |  |  |                                     |  |
|                                           |                                | Sverker II, re di Svezia                               | Carlo VII, re di Svezia            |  |  |       |  |  |                                          |  |  |                                     |  |
|                                           |                                | Sverker II, re di Svezia                               | Kristina Stigsdotter Hvide         |  |  |       |  |  |                                          |  |  |                                     |  |
| Cristina di Svezia                        |                                | Sverker II, re di Svezia                               |                                    |  |  |       |  |  |                                          |  |  |                                     |  |
|                                           |                                | Benedikta Ebbesdotter Hvide                            | Ebbe Sunesson Hvide                |  |  |       |  |  |                                          |  |  |                                     |  |
|                                           |                                | Benedikta Ebbesdotter Hvide                            | Ebbe Sunesson Hvide                |  |  |       |  |  |                                          |  |  |                                     |  |
|                                           |                                | Benedikta Ebbesdotter Hvide                            | …                                  |  |  |       |  |  |                                          |  |  |                                     |  |
| Giovanni I, signore di Werle              |                                | Benedikta Ebbesdotter Hvide                            |                                    |  |  |       |  |  |                                          |  |  |                                     |  |
|                                           | Bernardo III, duca di Sassonia | Alberto I, margravio di Brandeburgo e duca di Sassonia |                                    |  |  |       |  |  |                                          |  |  |                                     |  |
|                                           | Bernardo III, duca di Sassonia | Alberto I, margravio di Brandeburgo e duca di Sassonia |                                    |  |  |       |  |  |                                          |  |  |                                     |  |
|                                           | Bernardo III, duca di Sassonia | Sofia di Winzenburg                                    |                                    |  |  |       |  |  |                                          |  |  |                                     |  |
| Enrico I, principe di Anhalt              | Bernardo III, duca di Sassonia |                                                        |                                    |  |  |       |  |  |                                          |  |  |                                     |  |
|                                           |                                | Brigitta di Danimarca                                  | Canuto V, re di Danimarca          |  |  |       |  |  |                                          |  |  |                                     |  |
|                                           |                                | Brigitta di Danimarca                                  | Canuto V, re di Danimarca          |  |  |       |  |  |                                          |  |  |                                     |  |
|                                           |                                | Brigitta di Danimarca                                  | Elena di Svezia                    |  |  |       |  |  |                                          |  |  |                                     |  |
| Jutta di Anhalt                           |                                | Brigitta di Danimarca                                  |                                    |  |  |       |  |  |                                          |  |  |                                     |  |
|                                           |                                | Ermanno I, langravio di Turingia                       | Ludovico II, langravio di Turingia |  |  |       |  |  |                                          |  |  |                                     |  |
|                                           |                                | Ermanno I, langravio di Turingia                       | Ludovico II, langravio di Turingia |  |  |       |  |  |                                          |  |  |                                     |  |
|                                           |                                | Ermanno I, langravio di Turingia                       | Giuditta di Svevia                 |  |  |       |  |  |                                          |  |  |                                     |  |
| Ermengarda di Turingia                    |                                | Ermanno I, langravio di Turingia                       |                                    |  |  |       |  |  |                                          |  |  |                                     |  |
|                                           |                                | Sofia di Baviera                                       | Ottone I, duca di Baviera          |  |  |       |  |  |                                          |  |  |                                     |  |
|                                           |                                | Sofia di Baviera                                       | Ottone I, duca di Baviera          |  |  |       |  |  |                                          |  |  |                                     |  |
|                                           |                                | Sofia di Baviera                                       | Agnese di Loon                     |  |  |       |  |  |                                          |  |  |                                     |  |
|                                           |                                | Sofia di Baviera                                       |                                    |  |  |       |  |  |                                          |  |  |                                     |  |